# Opuntia macrorhiza
Opuntia macrorhiza Engelm., 1850 è una pianta succulenta della famiglia delle Cactacee.

## Distribuzione e habitat
È diffusa nella regione delle Grandi Pianure negli Stati Uniti (Kansas, Missouri, Oklahoma, Colorado, Arkansas, Nuovo Messico, Texas, Arizona, e Utah) e nel Messico settentrionale (Chihuahua).